# Palazzo Ducale (Colorno)
Pour les articles homonymes, voir Palazzo Ducale.
Le palais ducal de Colorno (en italien : Palazzo Ducale di Colorno ou Reggia di Colorno) est un palais situé dans la commune de Colorno, une municipalité d'Émilie-Romagne, en Italie. Résidence des ducs de Parme de la maison Farnèse et de la maison de Bourbon, il fut reconstruit au début du XVIIIe siècle par le duc François Farnèse sur les fondations d'un ancien château médiéval.

## Histoire

### Larocca: le château primitif
En 1337, Azzo, seigneur de Correggio, fait construire un premier château (rocca) à Colorno, dont l'objectif est la défense de cette région de la plaine du Pô. En 1402, à la mort de Giberto da Corregio sans descendance directe, Jean Galéas Visconti, duc de Milan, transfère l'ensemble des biens de cette famille — dont le château de Colorno (rocham de Colurnio) — à trois frères originaires de Parme : Ottobuono, Giacomo et Giovanni de la maison des Terzi.
Au XVe siècle, le château est un point stratégique d'importance, au cœur des enjeux politiques et militaires des grandes familles italiennes. Pris et repris par les Terzi et les Correggio, les influences des États voisins (duché de Milan, duché de Ferrare, république de Venise, royaume de Naples) entrent en jeu dans la possession de la rocca de Colorno.

### Du château au palais
Passé des Terzi à la famille de Sanseverino, le château est remanié entre le XVIe et le XVIIe siècle par la comtesse Barbara Sanseverino, qui le transforme en palais. Colorno devient le siège d'une cour raffinée et abrite dès lors une prestigieuse collection de peintures du Titien, du Corrège, de Mantegna et de Raphaël.
En 1612, convaincue de conspiration contre la maison Farnèse, Barbara Sanseverino est arrêtée, exécutée et ses biens (dont le palais de Colorno) sont confisqués au profit du duc de Parme, Ranuce Ier Farnèse.

### Le palais des ducs de Parme
À la demande de son épouse Marguerite-Yolande de Savoie, Ranuce II, petit-fils du précédent, engage de premiers réaménagements du palais. Cependant, c'est à son fils François Farnèse et à l'architecte Ferdinando Galli da Bibiena que l'on doit l'aspect actuel du palais.
En 1731, à la mort d'Antoine Farnèse, dernier duc de Parme de sa dynastie, le duché passe aux mains de Charles de Bourbon, fils du roi d'Espagne Philippe V et d'Élisabeth Farnèse. Dès 1734, celui-ci parvient à reconquérir le trône de Naples : il choisit dès lors de déplacer le mobilier et les œuvres des Farnèse vers sa nouvelle capitale, créant notamment le palais de Capodimonte pour abriter ses collections.

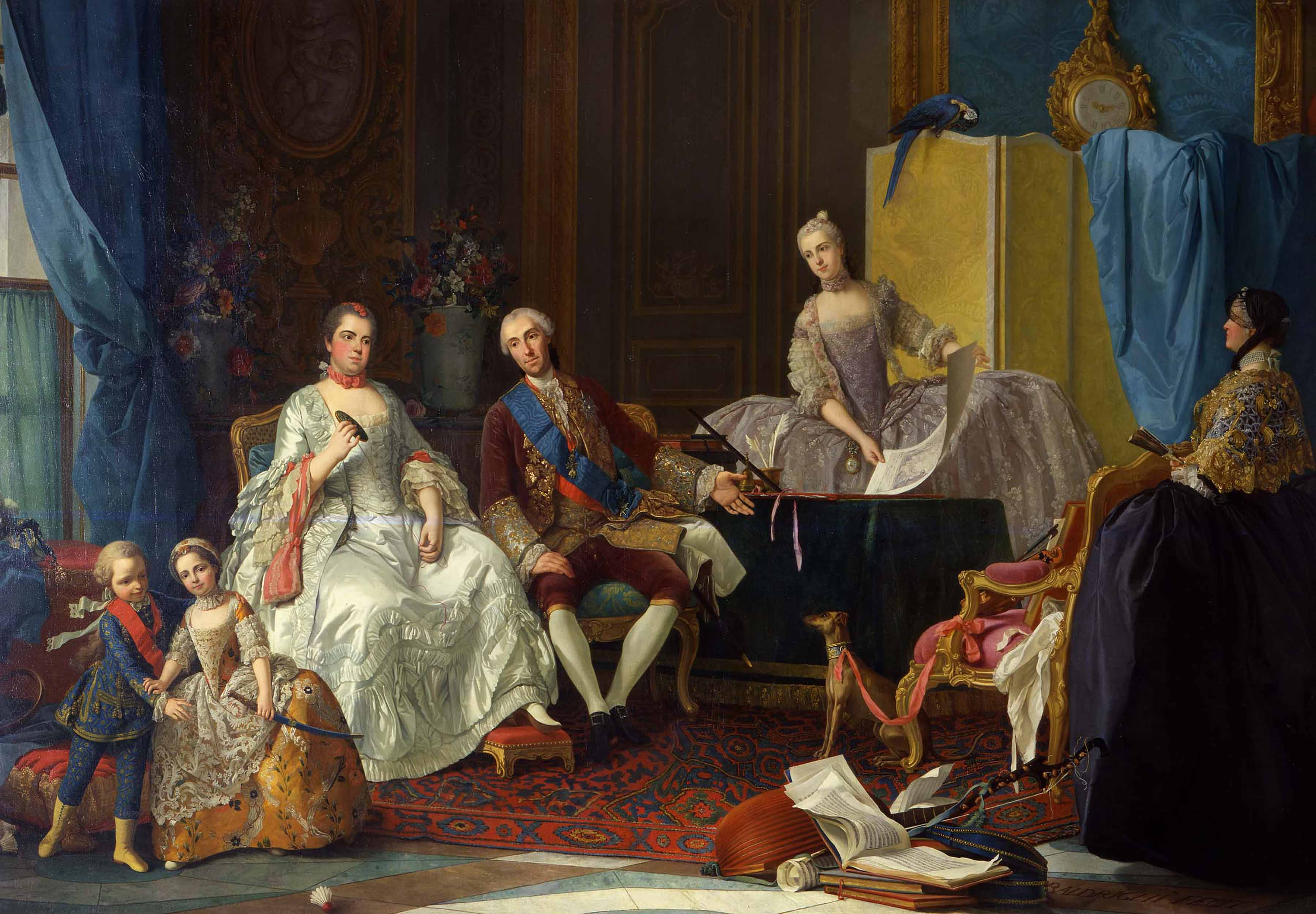
Philippe I^{er}, Louise-Élisabeth de France et la famille ducale de Parme, sans doute peints dans les décors du palais de Colorno.

En 1749, alors que Charles hérite de la couronne espagnole et doit quitter Naples, le duché passe à son frère cadet, Philippe de Bourbon. Celui-ci confie à Ennemond Alexandre Petitot des travaux d'aménagement du palais. En hommage aux origines de son épouse, Louise-Élisabeth de France, fille de Louis XV, les savoir-faire de l'architecte français sont mis à profit, de sorte que les décors intérieurs de Colorno rappellent ceux du château de Versailles. À l'exception de l'adjonction d'un escalier, l'aspect extérieur du palais n'est en revanche pas modifié.
À la mort de Ferdinand de Bourbon, successeur de Philippe, le duché de Parme est annexé à la France de Napoléon. Le 28 novembre 1807, un décret de l'empereur fait de Colorno un palais impérial et de nouveaux travaux y sont réalisés.
À l'issue du congrès de Vienne, le duché est confié à la seconde épouse de Napoléon, l'impératrice Marie-Louise d'Autriche, qui en fait l'une de ses résidences préférées. Elle y crée notamment un jardin à l'anglaise.

### DuXIXesiècleà nos jours

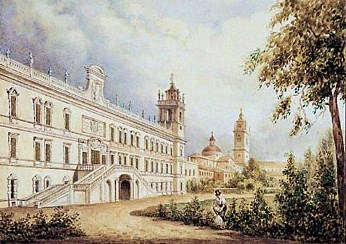
Le palais de Colorno au début du XIXe siècle.

Après le processus d'unification italienne du Risorgimento, le palais est cédé par la maison de Savoie au domaine de l'État italien et, en 1870, il est acquis par la province de Parme. L'ameublement et les objets d'art sont dispersés (notamment au palais du Quirinal à Rome et au palais Pitti à Florence) et Colorno devint un asile d'aliénés.
Pendant environ un siècle, cet hospice (qui allait accueillir plus d'un millier de patients dans les années qui ont suivi la Seconde Guerre mondiale) modifie profondément la disposition intérieure de l'édifice. En 1943, pendant la Seconde Guerre mondiale, le palais est occupé par l'armée allemande. Le 20 mars 1945, des bombardiers anglo-américains attaquent Colorno : lors de ce raid aérien, la voie ferrée et les dépôts de carburant cachés dans le parc sont touchés, occasionnant d'importants dégâts et faisant trois victimes.
Dans les années 1970, l'asile est définitivement fermé et s'ouvre alors une ère de restaurations.
Depuis 2004, une partie du palais abrite le siège de l'ALMA, l'école des arts culinaires italiens.

## Les jardins
Le premier jardin de Colorno, commandé par Roberto Sanseverino, remonte aux années 1480.
Au début du XVIIIe siècle, François Farnèse confie ses projets d'agrandissement des jardins à Ferdinando Galli da Bibiena et Jean Baillou : le grand parc est étendu et de spectaculaires fontaines en marbre sont ajoutées. Entre 1750 et 1760, on procède à la transformation de ce jardin à l'italienne en jardin à la française, sous la supervision de l'architecte Ennemond Alexandre Petitot. Enfin, en 1816, l'ancienne impératrice Marie-Louise y ajoute un jardin à l'anglaise.
Depuis 2000, l'administration de la province de Parme a reconstruit le parc à la française en rétablissant le parterre central, les jeux d'eau et les berceaux de verdure latéraux.

## Galerie de photos

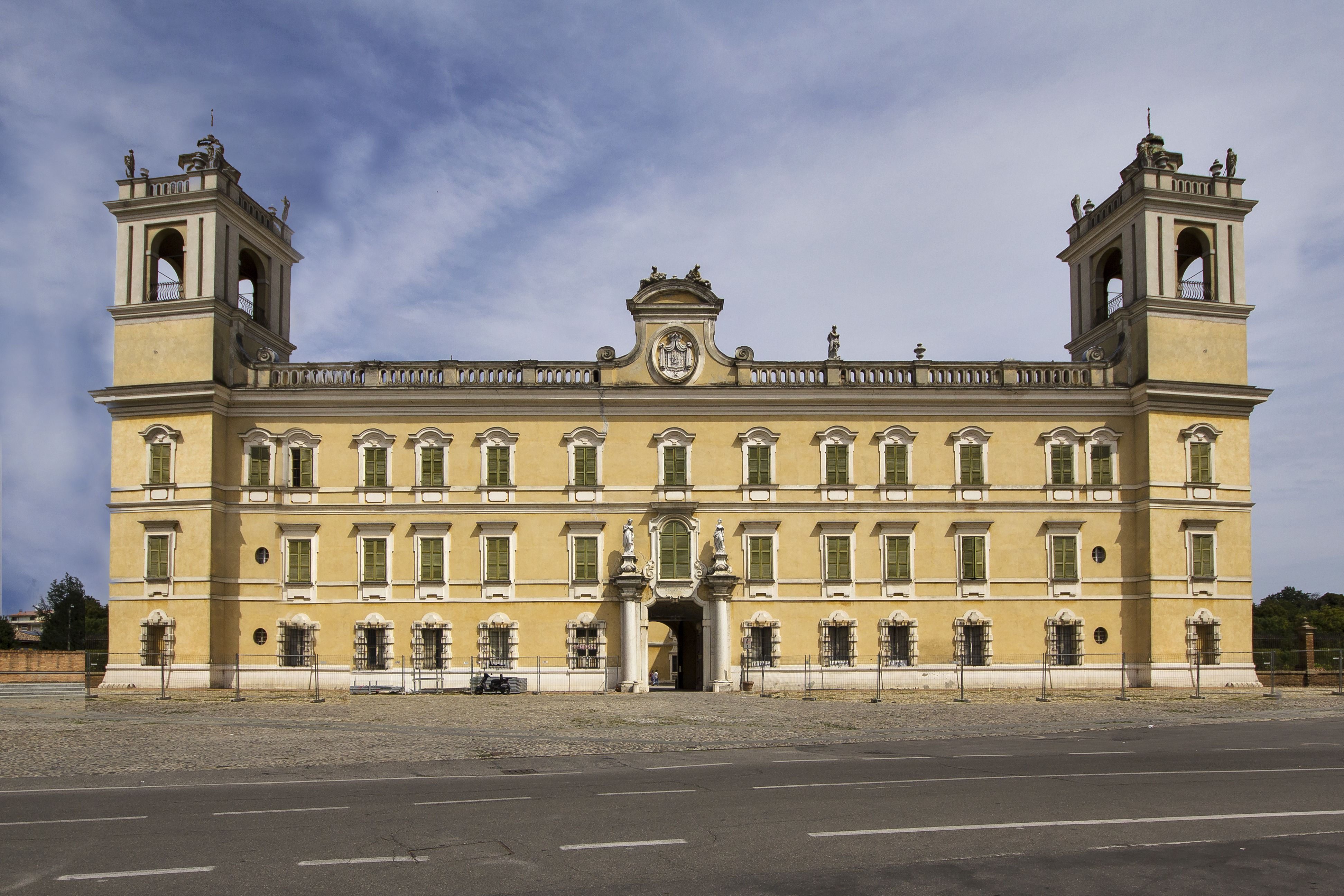
Façade sur la ville.
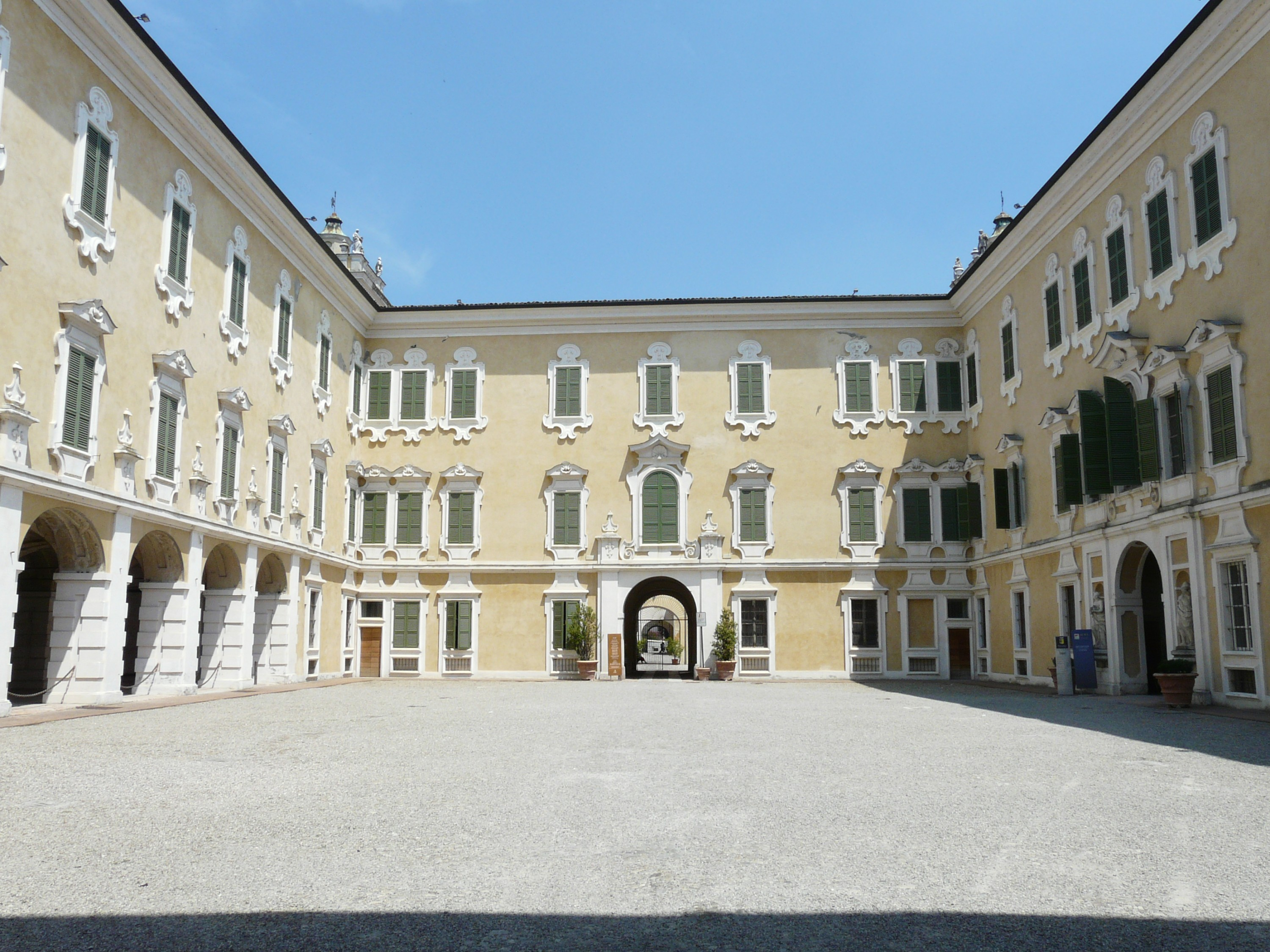
La cour intérieure du palais.
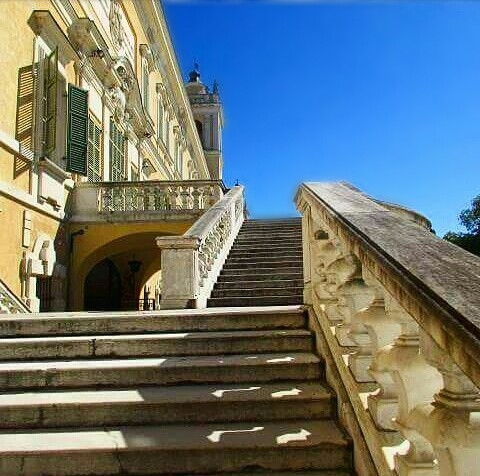
L'escalier extérieur donnant sur les jardins.
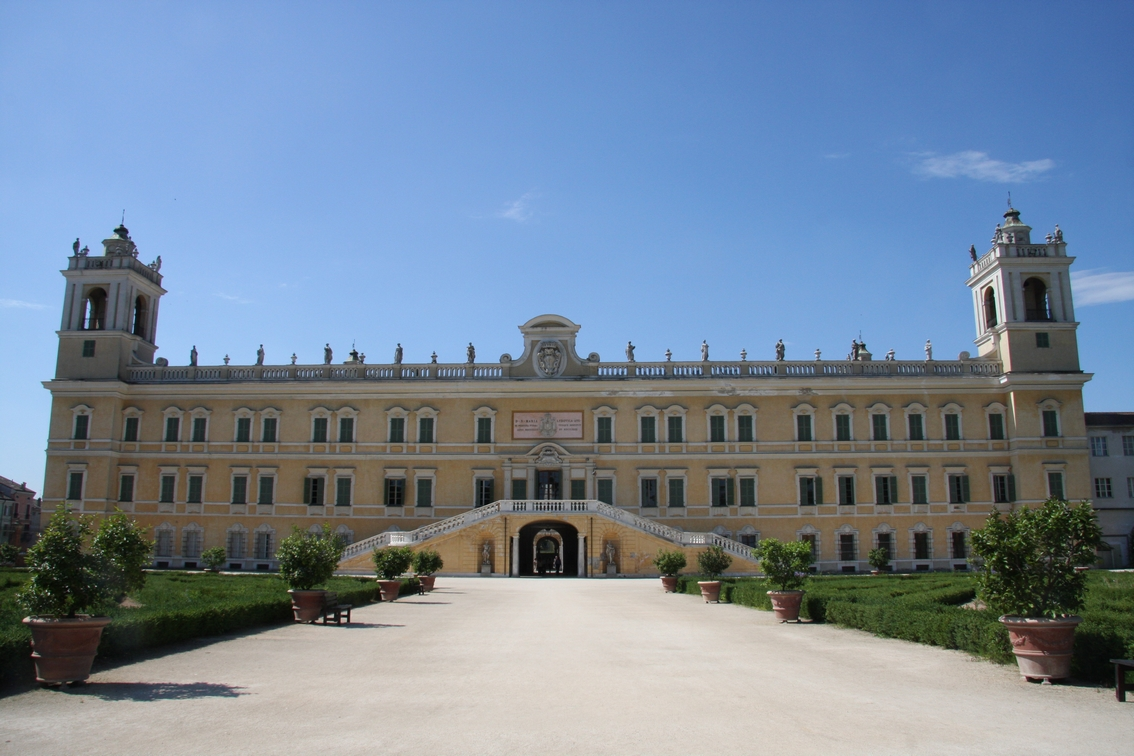
La façade donnant sur les jardins.
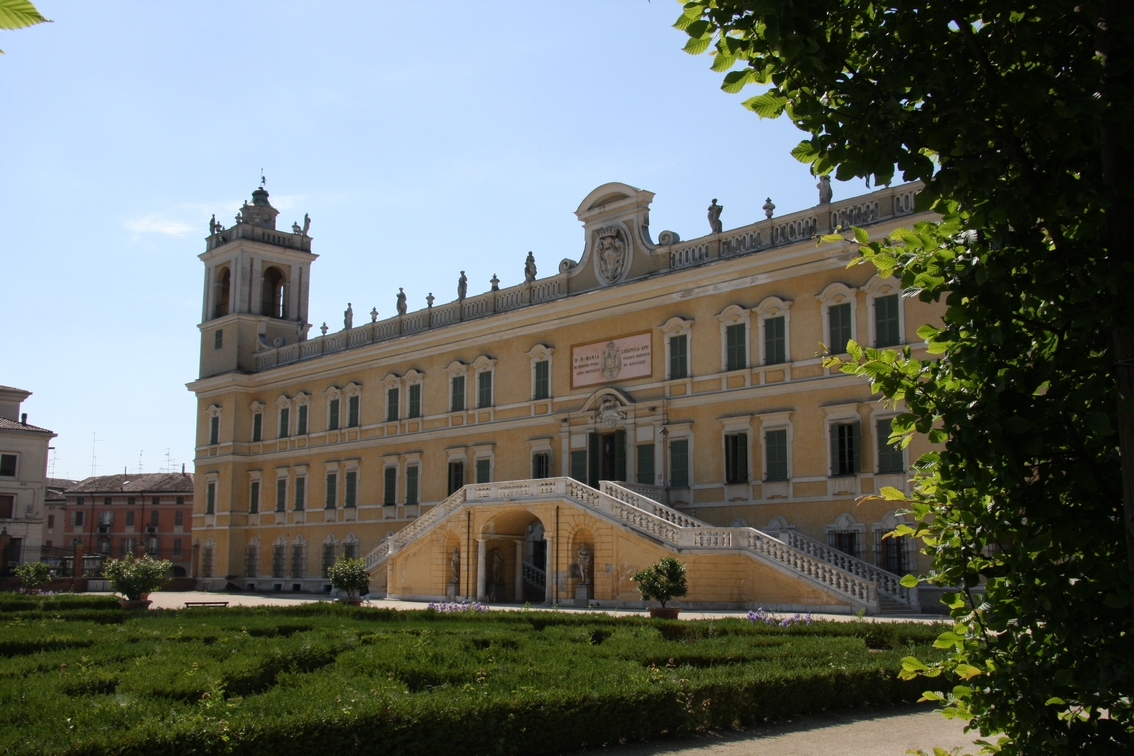
Une autre vue.
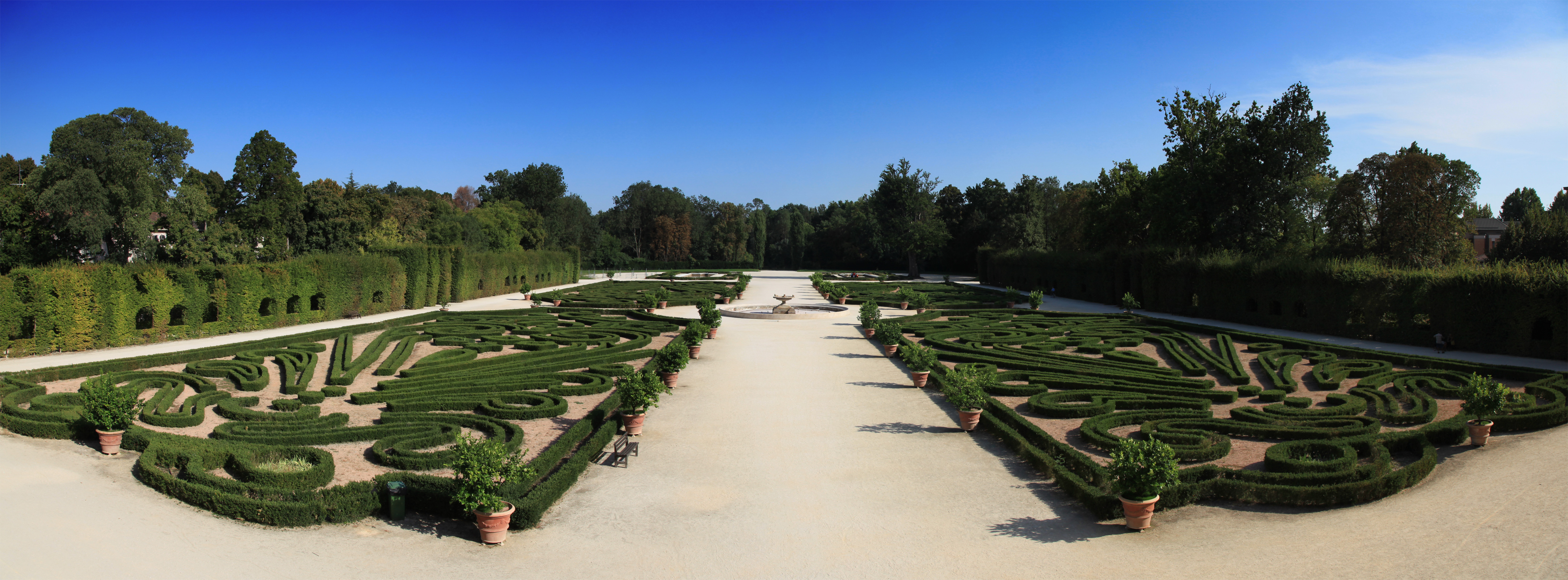
Les parterres de buis du jardin à la française.
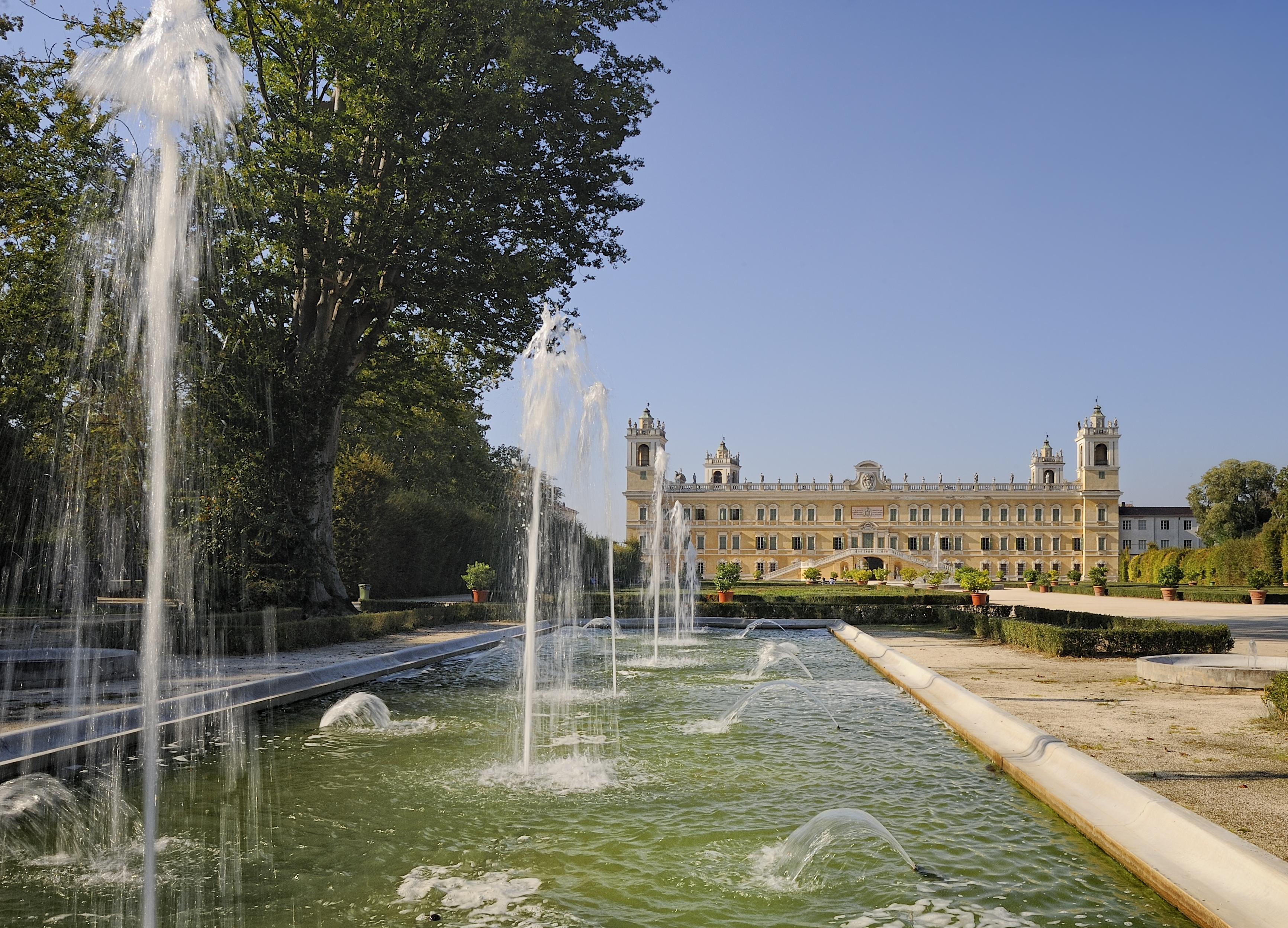
Les jeux d'eau dans la perspective du palais.
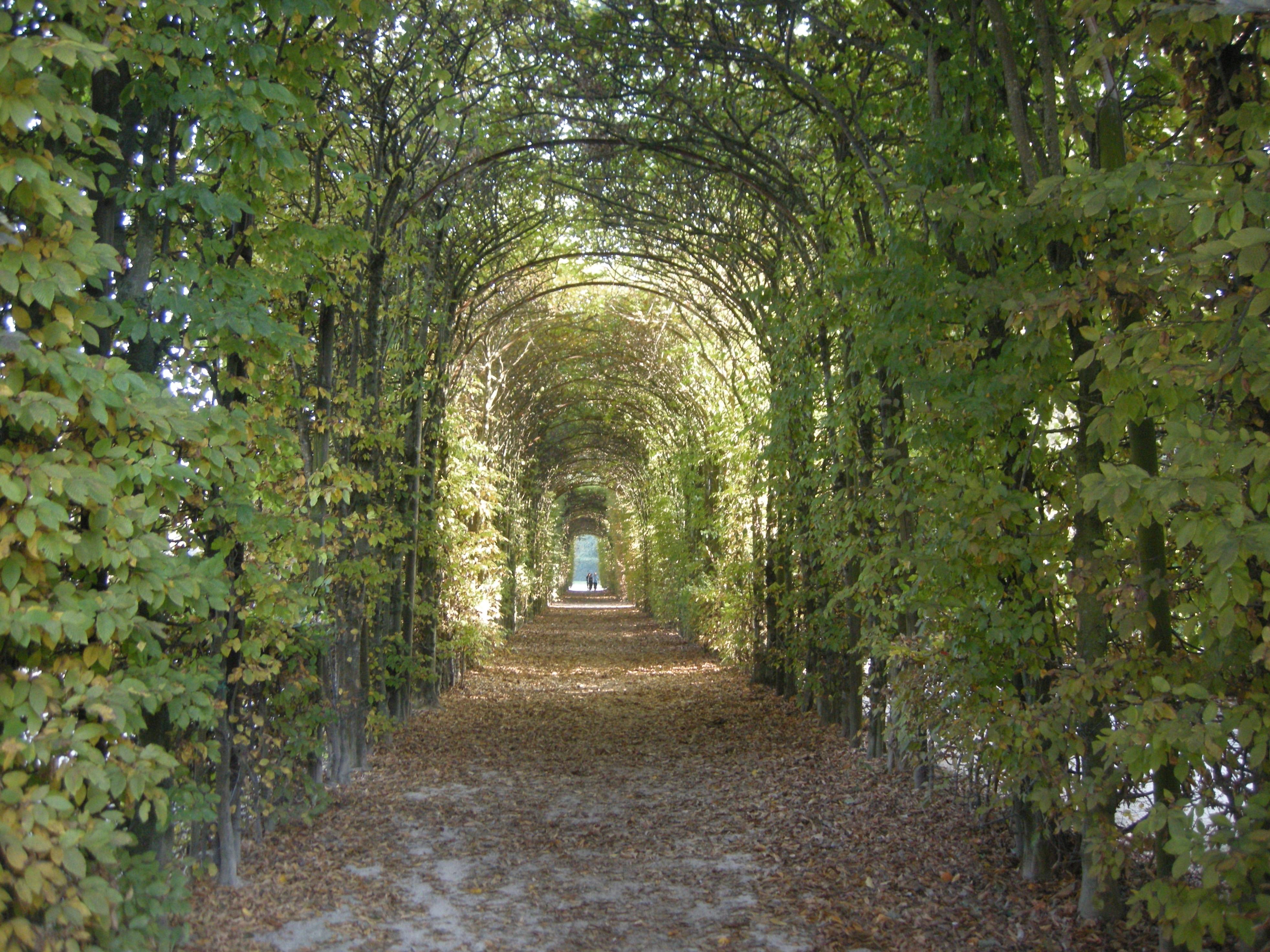
Une des allées d'une longueur de 150 mètres qui délimitent le jardin, dénommées berceaux et composées de charme commun.
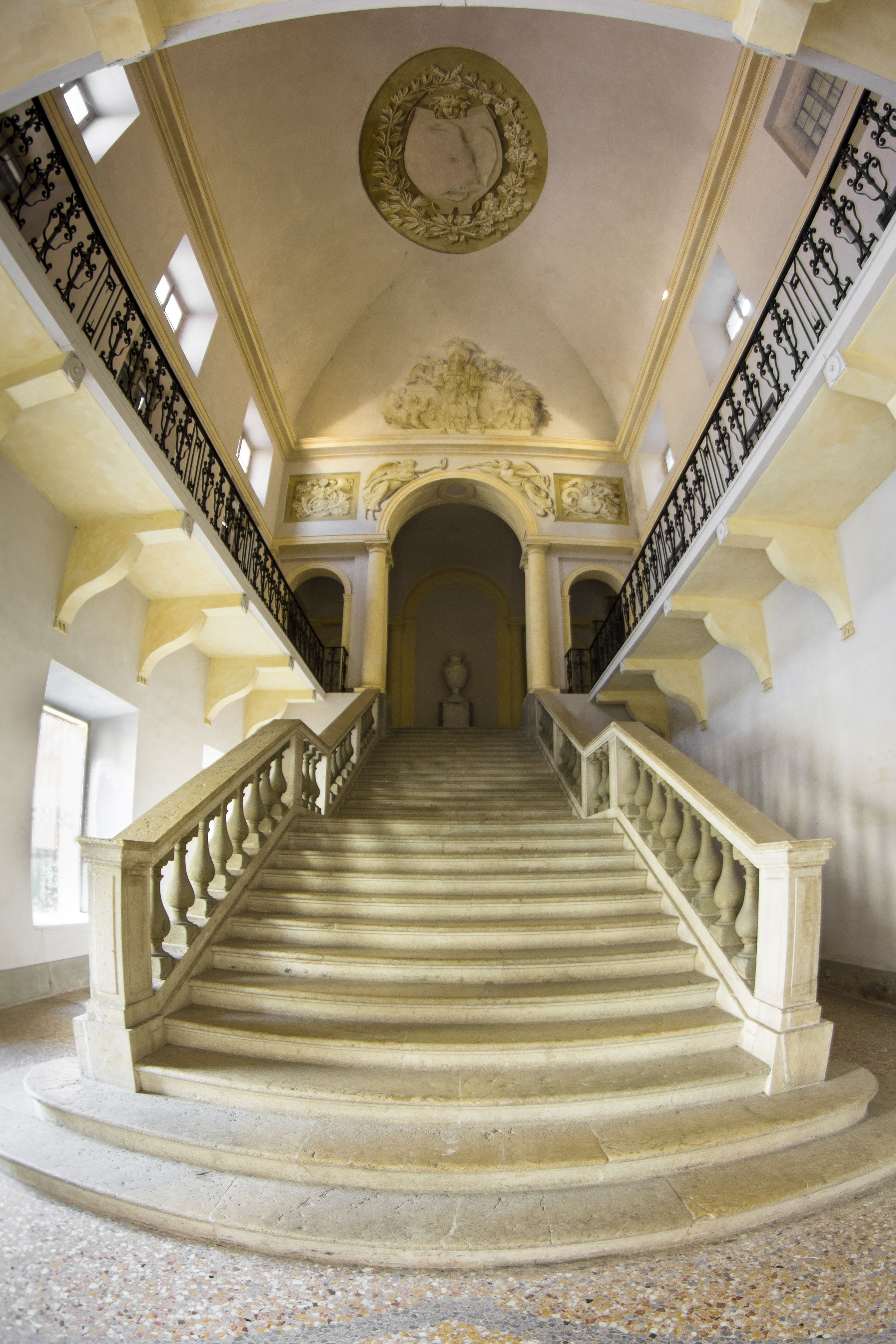
Le grand escalier du palais.
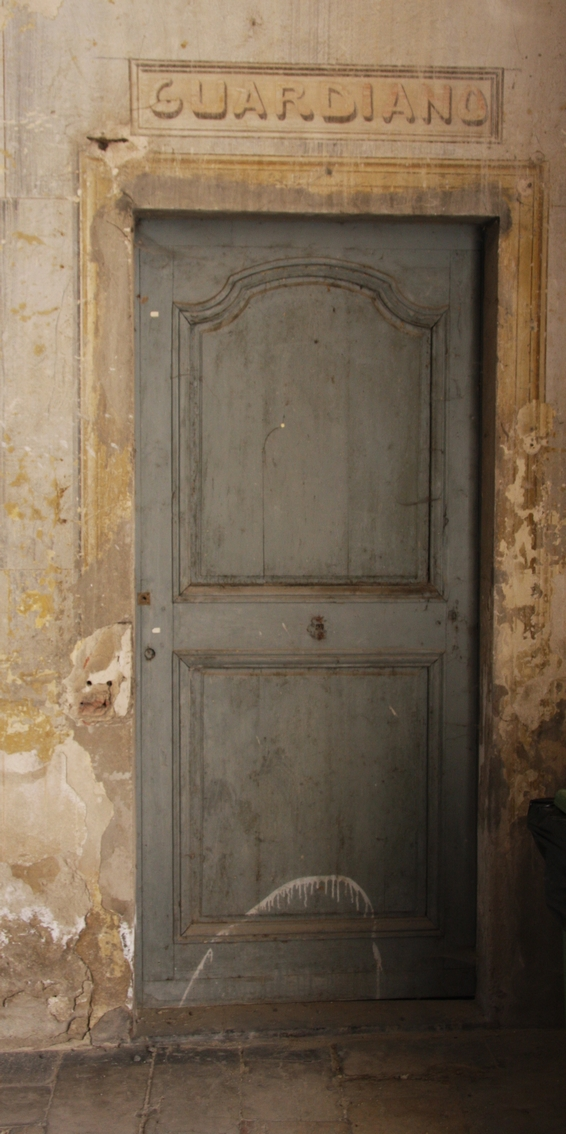
Sous les porches, une porte.
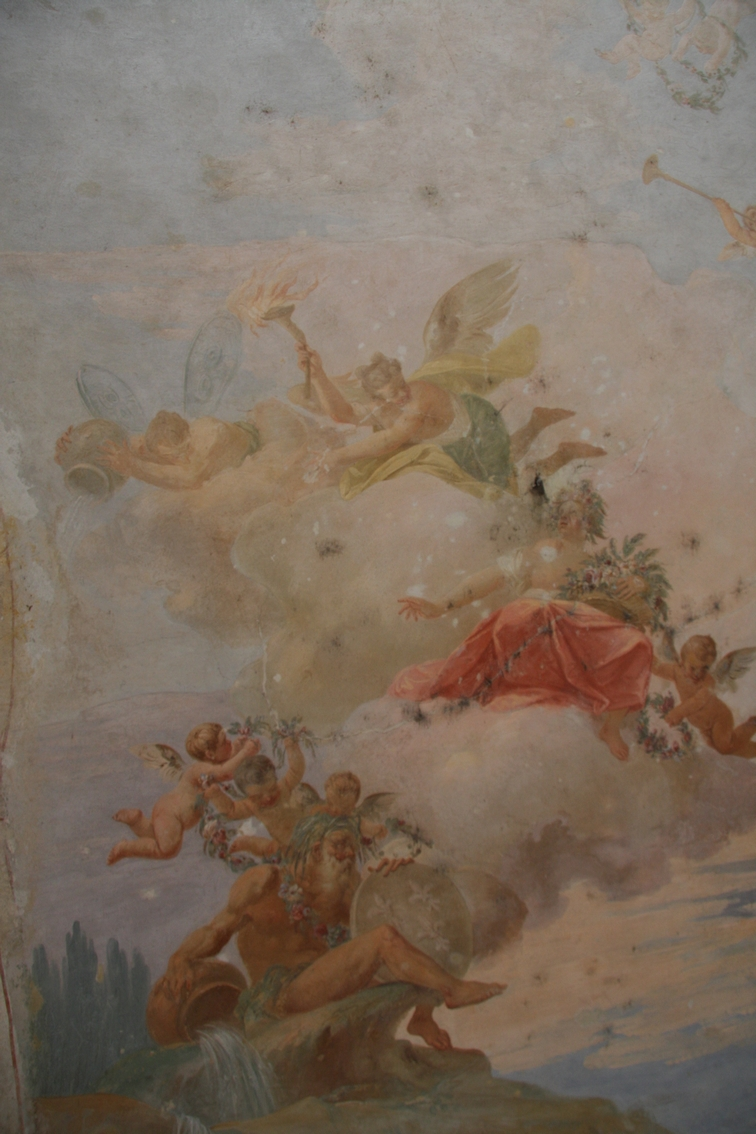
Un plafond.
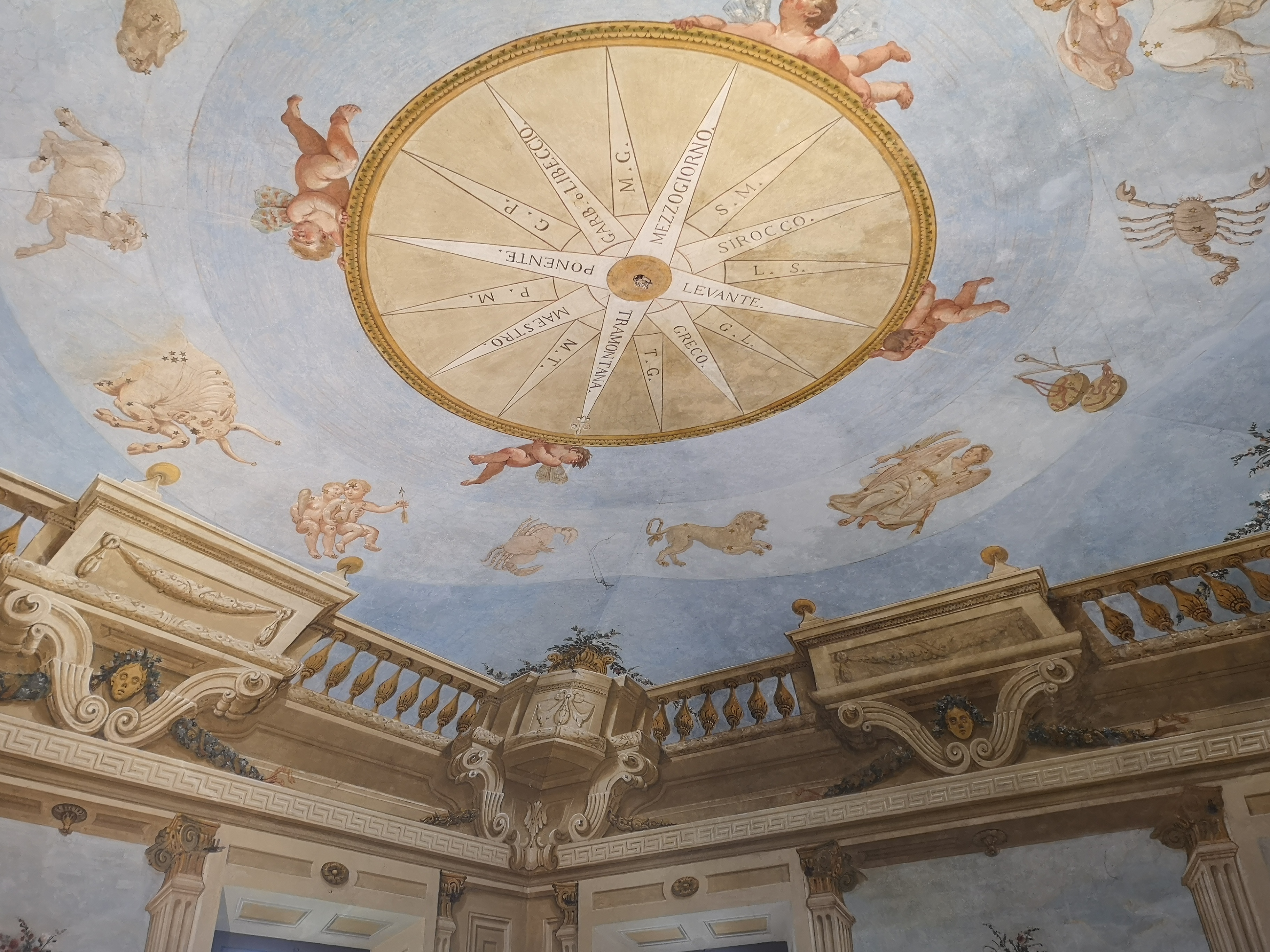
Plafond de l'observatoire astronomique du duc Ferdinand Ier, construit au dernier étage de ses appartements privés.

## Voir
- Liste des ducs de Parme
- Maison Farnèse